# Исак I Комнин
Исак I Комнин (на гръцки: Ισαάκιος A' Κομνηνός) (ок. 1005 – 1061) е византийски император от 1057 до 1059.

## Произход и военна кариера
Той е син на Мануил Комнин, по произход от Пафлагония, служил като стратег на император Василий II. При смъртта си Мануил Комнин оставя своите синове Исак и Йоан на грижите на императора. Василий ги изпраща да се учат в манастира „Студион“, след което ги издига на високи служби.
По време на размирното управление на седемте преки наследници на Василий II, Исак има успешна военна кариера и с внимателни маневри печели доверието на армията. През 1057 г. той оглавява бунта на войските в Мала Азия и се присъединява към столичната аристокрация в заговор срещу Михаил VI Стратиот, след свалянето на когото е поставен на трона.

## Управление

### Вътрешна политика
С идването си на власт Исак I Комнин се сблъсква с една твърде силна цивилна аристокрация, която в предходните няколко десетилетия напълно е обсебила висшите бюрократични постове в държавата. Посредством административните си правомощия столичната бюрократична върхушка контролира финансовата политика в полза на своите интереси за сметка на провинциалната военно-поземлена аристокрация и във вреда на обедняващото простолюдие, т.е. селяните-данъкоплатци, които изграждат икономическата и военна сила на империята.
Първата грижа на новия император е да възнагради привържениците си с назначения, отстраняващи ги от Константинопол, а следващата му цел е да възстанови изчерпаните финанси на империята. Той отменя множество пенсии, отпуснати от предшествениците му на безполезни придворни. Конфискува част от доходите на богатите манастири, отговаряйки на упреците в светотатство на патриарх Михаил I Керуларий със заповед за изгнание. С тези мерки обаче той скоро настройва чиновническите среди и духовенството против своята политика.
Исак I Комнин търси популярност сред войската, като поддържа образа на император-военачалник. Пример за това са издаваните през управлението му монети, които носят изображението на императора във военни доспехи и с изваден меч – единствена по рода си иконография във византийското монетосечене.

### Военен поход и абдикация
Единственият военен поход на Исак I през краткото му управление е срещу унгарците и печенегите, които преминават северната граница на Дунав през 1059 г. Малко след тази успешна война той сериозно се разболява и, очаквайки смъртта, решава да абдикира. По внушение на Михаил Псел той посочва за свой наследник Константин Дука, изключвайки брат си Йоан.

## След абдикацията
Въпреки че здравето му се подобрява, Исак не се връща към властта, а предпочита да се оттегли в манастира „Студион“ и да прекара остатъка от живота си като монах. Запазени са негови коментари на „Илиада“ и други произведения на Омир. Исак I умира през 1061 г.
Неговата голяма цел е да възстанови някогашната ефективна организиция на управлението и реформите му, макар и непопулярни сред аристокрацията и духовенството и неразбрани от народа, допринасят за временното отлагане на окончателния упадък на Византийската империя.
Исак Комнин е първият император от династията на Комнините, която две десетилетия по-късно отново се връща на власт и дава поредица от забележителни владетели, управлявали Византия близо век.

## Брак
Женен е за българската княгиня Екатерина, дъщеря на цар Иван Владислав (1015 – 1018).